# مارکو فابیان
مارکو خونفای فابیان د لا مورا (اسپانیایی: Marco Jhonfai Fabián de la Mora‎؛ زادهٔ ۲۱ ژوئیهٔ ۱۹۸۹) بازیکن فوتبال اهل مکزیک است.
وی همچنین در تیم ملی فوتبال مکزیک بازی کرده‌است.